# Luis De Filippis
Luis De Filippis (...) è una regista e sceneggiatrice canadese.
È nota soprattutto per il suo cortometraggio del 2017 For Nonna Anna, candidato al Canadian Screen Award come "miglior cortometraggio drammatico dal vivo" al 7° Canadian Screen Awards nel 2019. Il film ha ricevuto un Premio Speciale della Giuria al Sundance Film Festival.
De Filippis è stata anche la vincitrice del premio Emerging Canadian Artist all'Inside Out Film and Video Festival nel 2018.
Il suo primo lungometraggio Something You Said Last Night è stato presentato in anteprima nel programma Discovery al Toronto International Film Festival nel 2022.